# СК-5 «Нива»
СК-5 «Нива» — советский и российский самоходный зерноуборочный комбайн второго поколения, серийно производившийся заводом «Ростсельмаш» c конца 1972 года до 2017 года (в постсоветский период — под маркой «Нива-Эффект»). Разработан конструкторским бюро под руководством Х. И. Изаксона.
Обозначение СК-5 — Самоходный Комбайн пропускной способностью 5 кг/с.
Комбайн СК-5 «Нива» являлся самым распространённым зерноуборочным комбайном в СССР и своего рода «визитной карточкой» советского сельхозмашиностроения.

## Предыстория
Комбайн является глубокой модернизацией комбайна СК-4, который производился в 1960-х годах.
В 1979 году был начат выпуск приставки ПКП-4 к комбайнам СК-5 «Нива» для уборки кукурузы полной спелости.
В настоящее время[когда?] у этого комбайна появилась новая, более комфортная кабина с установленным кондиционером. Изменился и цвет комбайна: вместо традиционного красного используется зелёный.
При производстве комбайна пришлось отказаться от услуг некоторых поставщиков, теперь на нём стоят импортные ремни и гидравлика.
В 2005 году зерноуборочный комбайн «Нива-Эффект» получил золотую медаль на международной выставке «УзАгроЭкспо-2005» (Ташкент).
С 2017 года комбайн «Нива-Эффект» был полностью снят с производства. Высвободившиеся при этом производственные площади позволили нарастить выпуск современных машин. Таким образом, «Нива» выпускалась 45 лет.

## Технические особенности
Комбайн СК-5 «Нива» выполнен по классической схеме с несущей молотилкой, навесной жаткой и навесным копнителем.
- Жатка ЖКН-5 — ширина захвата 5 м[7].
- Молотилка имеет один бильный барабан диаметром 600 мм, деку с углом охвата 128 градусов, отбойный битер, соломотряс с четырьмя клавишами, двухрешетчатую очистку с вентилятором, копнитель, снабжённый соломонабивателем[8].
- Двигатель — дизельный СМД-17К (СМД-18К) мощностью 100 л. с. или СМД-19К (СМД-20К) мощностью 120 л. с.

На «Ниве-Эффект» установлен Д-442-54 Евро-2 АлтайДизель мощностью 155 л. с. Были версии с двигателем Д-260, с такой же мощностью.
- Привод агрегатов — клиноремённый. Скорость вращения мотовила жатки, барабана и вентилятора регулируется с помощью вариаторов.
- Ходовая часть колёсного типа, передние колеса ведущие неуправляемые, задние колеса — неведущие управляемые. Полугусеничная модификация комбайна СК-5 «Нива» применялась для уборки зерновых на переувлажнённых почвах. На Нивах-Эффект применена трансмиссия с ГСТ.
- Гидравлическое оборудование обеспечивает подъём-опускание жатки, подъём-опускание мотовила, регулирование скорости вращения мотовила, закрытие створок копнителя, управление вариатором скорости движения, очистку фильтра радиатора двигателя, виброразгрузку бункера, управление поворотом.
- Автоматизация. Комбайн имеет следующие устройства автоматического регулирования:
  - автоматический регулятор двигателя, поддерживающий постоянную частоту вращения коленчатого вала при изменении нагрузки на двигатель;
  - автоматический регулятор загрузки молотилки, обеспечивающий постоянство поступления в молотилку скошенной массы за счёт управления скоростью движения комбайна;
  - автомат разгрузки копнителя — обеспечивающий автоматическое открытие створок копнителя при его заполнении и закрытие створок после полного опорожнения.

- Комбайн СК-5
- В Саратове на Соколовой горе
- В Ростове-на-Дону на площадке «Ростсельмаша»
- Зерноуборочный комбайн «Нива» — фрагмент мозаичного панно в подземном переходе на пересечении ул. Станиславского и пр. Будёновский (у Центрального рынка) в городе Ростове-на-Дону